# Naunton Beauchamp
Naunton Beauchamp est une paroisse civile et un village du Worcestershire, en Angleterre.